# Seven de la República 2009
El Seven de la República de 2009 fue la vigésimo-sexta edición del torneo de rugby 7 de fin de temporada para uniones regionales afiliadas a la Unión Argentina de Rugby y la vigésima en ser organizada en la ciudad de Paraná, Entre Ríos. Se llevó a cabo el 5 y 6 de diciembre de 2009 en El Plumazo, sede del Club Atlético Estudiantes.
A partir de esta edición la Unión Andina de Rugby, una nueva unión regional conformada por clubes de La Rioja y Catamarca, tomó el lugar de la Unión Riojana de Rugby y su posición correspondiente en la clasificación final de 2008. 
El seleccionado de la Unión de Rugby de Rosario consiguió su quinto campeonato al derrotar 18-5 en la final de la Copa de Oro a la Unión de Rugby de Tucumán. Los tries de Los Ñandúes 7s en la final fueron marcados por Tomás Carrió, Pedro Escalante y Sebastián Cáccamo, quien fue elegido Mejor Jugador del torneo.
La Unión de Rugby de Buenos Aires se quedó con la Copa de Plata al vencer 26-7 en su final a la Unión Cordobesa de Rugby. La Unión de Rugby del Nordeste se quedó con la Copa de Bronce y el Premio Fair Play.

## Equipos participantes
Participaron del torneo las selecciones de veinticuatro uniones provinciales de Argentina y tres selecciones nacionales invitadas de Sudamérica:
| Equipo              | Unión                                                |
| ------------------- | ---------------------------------------------------- |
| Alto Valle          | Unión de Rugby del Alto Valle de Río Negro y Neuquén |
| Andina              | Unión Andina de Rugby                                |
| Austral             | Unión de Rugby Austral                               |
| Brasil              | Associação Brasileira de Rugby                       |
| Buenos Aires        | Unión de Rugby de Buenos Aires                       |
| Chile               | Federación de Rugby de Chile                         |
| Chubut              | Unión de Rugby del Valle del Chubut                  |
| Córdoba             | Unión Cordobesa de Rugby                             |
| Cuyo                | Unión de Rugby de Cuyo                               |
| Entre Ríos          | Unión Entrerriana de Rugby                           |
| Formosa             | Unión de Rugby de Formosa                            |
| Jujuy               | Unión Jujeña de Rugby                                |
| Lagos del Sur       | Unión de Rugby de los Lagos del Sur                  |
| Mar del Plata       | Unión de Rugby de Mar del Plata                      |
| Misiones            | Unión de Rugby de Misiones                           |
| Nordeste            | Unión de Rugby del Nordeste                          |
| Oeste               | Unión de Rugby del Oeste de Buenos Aires             |
| Rosario             | Unión de Rugby de Rosario                            |
| Salta               | Unión de Rugby de Salta                              |
| San Juan            | Unión Sanjuanina de Rugby                            |
| San Luis            | Unión Santafesina de Rugby                           |
| Santa Fe            | Unión Santafesina de Rugby                           |
| Santiago del Estero | Unión Santiagueña de Rugby                           |
| Sur                 | Unión de Rugby del Sur                               |
| Tierra del Fuego    | Unión de Rugby de Tierra del Fuego                   |
| Tucumán             | Unión de Rugby de Tucumán                            |
| Uruguay             | Unión de Rugby del Uruguay                           |

En cursiva los seleccionados internacionales invitados.
Originalmente, Paraguay iba a participar del torneo, pero la Unión de Rugby del Paraguay comunicó de su ausencia a último momento.

## Formato
Fase de grupos
Los veintisiete equipos fueron divididos en ocho grupos: cinco de tres equipos cada uno y tres de cuatro. Los grupos fueron organizados de acuerdo a la posición final que cada equipo obtuvo en la edición anterior: del 1° al 8° se les asignaron las zonas de la 1 a la 8 en orden; del 9° al 16° se les asignaron el orden alterno (de la 8 a la 1) y así sucesivamente con los equipos restantes. A los equipos que no participaron de la edición anterior (en este caso Brasil, Chile y Chubut) se les asignaron las últimas posiciones.
Cada zona se resolvió con el sistema de todos contra todos a una sola ronda; la victoria otorgando 2 puntos, el empate 1 y la derrota 0. Los equipos clasificaron a la fase final de acuerdo a su posiciones finales en el grupo. Los ganadores de cada grupo clasificaron a la Clasificación Plata/Oro y los segundos clasificaron a la Copa de Bronce. Los terceros y cuartos disputaron partidos de clasificación para definir su posición final. 
Fase final
La fase final se definió eliminación directa: los ganadores de la Clasificación Plata/Oro clasificaron a las semifinales de la Copa de Oro (1.° al 4.°) mientras que los perdedores continuaron en las semifinales de la Copa de Plata (5.° al 8.°). La Copa de Bronce (9.° al 16.°) se disputó en tres rondas.

## Fase de grupos

### Grupo 1
| Pos. | Equipos      | Partidos | Partidos | Partidos | Tantos | Tantos | Tantos | Pts. |
| Pos. | Equipos      | G        | E        | P        | PF     | PC     | DP     | Pts. |
| ---- | ------------ | -------- | -------- | -------- | ------ | ------ | ------ | ---- |
| 1.°  | Buenos Aires | 2        | 0        | 0        | 77     | 7      | +70    | 4    |
| 2.°  | San Juan     | 1        | 0        | 1        | 38     | 31     | +7     | 2    |
| 3.°  | Austral      | 0        | 0        | 2        | 5      | 81     | -76    | 0    |

|  | Clasifica a Copa de Oro           |
|  | Clasifica a Copa de Bronce        |
|  | Disputa clasificación de terceros |

| 5 de diciembre | Buenos Aires | 27 - 7  | San Juan | CA Estudiantes, Paraná |  |
|                |              | Reporte |          |                        |  |

| 5 de diciembre | Austral | 5 - 31  | San Juan | CA Estudiantes, Paraná |  |
|                |         | Reporte |          |                        |  |

| 5 de diciembre | Buenos Aires | 50 - 0  | Austral | CA Estudiantes, Paraná |  |
|                |              | Reporte |         |                        |  |

### Grupo 2
| Pos. | Equipos          | Partidos | Partidos | Partidos | Tantos | Tantos | Tantos | Pts. |
| Pos. | Equipos          | G        | E        | P        | PF     | PC     | DP     | Pts. |
| ---- | ---------------- | -------- | -------- | -------- | ------ | ------ | ------ | ---- |
| 1.°  | Córdoba          | 2        | 0        | 0        | 62     | 5      | +57    | 4    |
| 2.°  | Tierra del Fuego | 1        | 0        | 1        | 31     | 26     | +5     | 2    |
| 3.°  | Formosa          | 0        | 0        | 2        | 0      | 62     | -62    | 0    |

|  | Clasifica a Copa de Oro           |
|  | Clasifica a Copa de Bronce        |
|  | Disputa clasificación de terceros |

| 5 de diciembre | Córdoba | 36 - 0  | Formosa | CA Estudiantes, Paraná |  |
|                |         | Reporte |         |                        |  |

| 5 de diciembre | Tierra del Fuego | 26 - 0  | Formosa | CA Estudiantes, Paraná |  |
|                |                  | Reporte |         |                        |  |

| 5 de diciembre | Córdoba | 26 - 5  | Tierra del Fuego | CA Estudiantes, Paraná |  |
|                |         | Reporte |                  |                        |  |

### Grupo 3
| Pos. | Equipos    | Partidos | Partidos | Partidos | Tantos | Tantos | Tantos | Pts. |
| Pos. | Equipos    | G        | E        | P        | PF     | PC     | DP     | Pts. |
| ---- | ---------- | -------- | -------- | -------- | ------ | ------ | ------ | ---- |
| 1.°  | Rosario    | 2        | 0        | 0        | 60     | 10     | +50    | 4    |
| 2.°  | Entre Ríos | 1        | 0        | 1        | 37     | 17     | +20    | 2    |
| 3.°  | Misiones   | 0        | 0        | 2        | 5      | 75     | -70    | 0    |

|  | Clasifica a Copa de Oro           |
|  | Clasifica a Copa de Bronce        |
|  | Disputa clasificación de terceros |

| 5 de diciembre | Rosario | 48 - 0  | Misiones | CA Estudiantes, Paraná |  |
|                |         | Reporte |          |                        |  |

| 5 de diciembre | Entre Ríos | 27 - 5  | Misiones | CA Estudiantes, Paraná |  |
|                |            | Reporte |          |                        |  |

| 5 de diciembre | Rosario | 12 - 10 | Entre Ríos | CA Estudiantes, Paraná |  |
|                |         | Reporte |            |                        |  |

### Grupo 4
| Pos. | Equipos       | Partidos | Partidos | Partidos | Tantos | Tantos | Tantos | Pts. |
| Pos. | Equipos       | G        | E        | P        | PF     | PC     | DP     | Pts. |
| ---- | ------------- | -------- | -------- | -------- | ------ | ------ | ------ | ---- |
| 1.°  | Mar del Plata | 2        | 0        | 0        | 62     | 19     | +43    | 4    |
| 2.°  | Sur           | 0        | 1        | 1        | 21     | 36     | -15    | 2    |
| 3.°  | Jujuy         | 0        | 1        | 1        | 12     | 40     | -28    | 0    |

|  | Clasifica a Copa de Oro           |
|  | Clasifica a Copa de Bronce        |
|  | Disputa clasificación de terceros |

| 5 de diciembre | Mar del Plata | 33 - 5  | Jujuy | CA Estudiantes, Paraná |  |
|                |               | Reporte |       |                        |  |

| 5 de diciembre | Sur | 7 - 7   | Jujuy | CA Estudiantes, Paraná |  |
|                |     | Reporte |       |                        |  |

| 5 de diciembre | Mar del Plata | 29 - 14 | Sur | CA Estudiantes, Paraná |  |
|                |               | Reporte |     |                        |  |

### Grupo 5
| Pos. | Equipos         | Partidos | Partidos | Partidos | Tantos | Tantos | Tantos | Pts. |
| Pos. | Equipos         | G        | E        | P        | PF     | PC     | DP     | Pts. |
| ---- | --------------- | -------- | -------- | -------- | ------ | ------ | ------ | ---- |
| 1.°  | Cuyo            | 2        | 0        | 0        | 63     | 12     | +51    | 4    |
| 2.°  | Sgo. del Estero | 1        | 0        | 1        | 43     | 27     | +16    | 2    |
| 3.°  | Andina          | 0        | 0        | 2        | 0      | 67     | -67    | 0    |

|  | Clasifica a Copa de Oro           |
|  | Clasifica a Copa de Bronce        |
|  | Disputa clasificación de terceros |

| 5 de diciembre | Cuyo | 36 - 0  | Andina | CA Estudiantes, Paraná |  |
|                |      | Reporte |        |                        |  |

| 5 de diciembre | Sgo. del Estero | 31 - 0  | Andina | CA Estudiantes, Paraná |  |
|                |                 | Reporte |        |                        |  |

| 5 de diciembre | Cuyo | 27 - 12 | Sgo. del Estero | CA Estudiantes, Paraná |  |
|                |      | Reporte |                 |                        |  |

### Grupo 6
| Pos. | Equipos    | Partidos | Partidos | Partidos | Tantos | Tantos | Tantos | Pts. |
| Pos. | Equipos    | G        | E        | P        | PF     | PC     | DP     | Pts. |
| ---- | ---------- | -------- | -------- | -------- | ------ | ------ | ------ | ---- |
| 1.°  | Alto Valle | 2        | 0        | 1        | 43     | 55     | -12    | 4    |
| 2.°  | Brasil     | 2        | 0        | 1        | 66     | 15     | +51    | 4    |
| 3.°  | Uruguay    | 1        | 1        | 1        | 55     | 45     | +10    | 3    |
| 4.°  | Oeste      | 0        | 1        | 2        | 36     | 85     | -49    | 1    |

|  | Clasifica a Copa de Oro           |
|  | Clasifica a Copa de Bronce        |
|  | Disputa clasificación de terceros |

| 5 de diciembre | Uruguay | 5 - 21  | Brasil | CA Estudiantes, Paraná |  |
|                |         | Reporte |        |                        |  |

| 5 de diciembre | Alto Valle | 28 - 17 | Oeste | CA Estudiantes, Paraná |  |
|                |            | Reporte |       |                        |  |

| 5 de diciembre | Uruguay | 19 - 19 | Oeste | CA Estudiantes, Paraná |  |
|                |         | Reporte |       |                        |  |

| 5 de diciembre | Alto Valle | 10 - 7  | Brasil | CA Estudiantes, Paraná |  |
|                |            | Reporte |        |                        |  |

| 5 de diciembre | Uruguay | 31 - 5  | Alto Valle | CA Estudiantes, Paraná |  |
|                |         | Reporte |            |                        |  |

| 5 de diciembre | Oeste | 0 - 38  | Brasil | CA Estudiantes, Paraná |  |
|                |       | Reporte |        |                        |  |

### Grupo 7
| Pos. | Equipos       | Partidos | Partidos | Partidos | Tantos | Tantos | Tantos | Pts. |
| Pos. | Equipos       | G        | E        | P        | PF     | PC     | DP     | Pts. |
| ---- | ------------- | -------- | -------- | -------- | ------ | ------ | ------ | ---- |
| 1.°  | Salta         | 3        | 0        | 0        | 64     | 5      | +59    | 6    |
| 2.°  | Nordeste      | 2        | 0        | 1        | 46     | 7      | +39    | 4    |
| 3.°  | Chile         | 1        | 0        | 2        | 45     | 43     | +2     | 2    |
| 4.°  | Lagos del Sur | 0        | 0        | 3        | 5      | 105    | -100   | 0    |

|  | Clasifica a Copa de Oro           |
|  | Clasifica a Copa de Bronce        |
|  | Disputa clasificación de terceros |

| 5 de diciembre | Nordeste | 10 - 0  | Chile | CA Estudiantes, Paraná |  |
|                |          | Reporte |       |                        |  |

| 5 de diciembre | Salta | 29 - 0  | Lagos del Sur | CA Estudiantes, Paraná |  |
|                |       | Reporte |               |                        |  |

| 5 de diciembre | Nordeste | 36 - 0  | Lagos del Sur | CA Estudiantes, Paraná |  |
|                |          | Reporte |               |                        |  |

| 5 de diciembre | Salta | 28 - 5  | Chile | CA Estudiantes, Paraná |  |
|                |       | Reporte |       |                        |  |

| 5 de diciembre | Nordeste | 0 - 7   | Salta | CA Estudiantes, Paraná |  |
|                |          | Reporte |       |                        |  |

| 5 de diciembre | Chile | 40 - 5  | Lagos del Sur | CA Estudiantes, Paraná |  |
|                |       | Reporte |               |                        |  |

### Grupo 8
| Pos. | Equipos  | Partidos | Partidos | Partidos | Tantos | Tantos | Tantos | Pts. |
| Pos. | Equipos  | G        | E        | P        | PF     | PC     | DP     | Pts. |
| ---- | -------- | -------- | -------- | -------- | ------ | ------ | ------ | ---- |
| 1.°  | Tucumán  | 3        | 0        | 0        | 85     | 12     | +73    | 6    |
| 2.°  | Santa Fe | 2        | 0        | 1        | 54     | 50     | +4     | 4    |
| 3.°  | San Luis | 1        | 0        | 2        | 41     | 59     | -18    | 2    |
| 4.°  | Chubut   | 0        | 0        | 3        | 12     | 71     | -59    | 0    |

|  | Clasifica a Copa de Oro           |
|  | Clasifica a Copa de Bronce        |
|  | Disputa clasificación de terceros |

| 5 de diciembre | Santa Fe | 21 - 7  | Chubut | CA Estudiantes, Paraná |  |
|                |          | Reporte |        |                        |  |

| 5 de diciembre | Tucumán | 26 - 7  | San Luis | CA Estudiantes, Paraná |  |
|                |         | Reporte |          |                        |  |

| 5 de diciembre | Santa Fe | 28 - 17 | San Luis | CA Estudiantes, Paraná |  |
|                |          | Reporte |          |                        |  |

| 5 de diciembre | Tucumán | 33 - 0  | Chubut | CA Estudiantes, Paraná |  |
|                |         | Reporte |        |                        |  |

| 5 de diciembre | Santa Fe | 5 - 26  | Tucumán | CA Estudiantes, Paraná |  |
|                |          | Reporte |         |                        |  |

| 5 de diciembre | San Luis | 17 - 5  | Chubut | CA Estudiantes, Paraná |  |
|                |          | Reporte |        |                        |  |

## Fase final

### Copa de Oro
|  | Clasificación Oro/Plata | Clasificación Oro/Plata | Clasificación Oro/Plata |         |         | Semifinales | Semifinales | Semifinales |  |         | Final   | Final | Final |  |
|  |                         |                         |                         |         |         |             |             |             |  |         |         |       |       |  |
|  |                         |                         |                         |         |         |             |             |             |  |         |         |       |       |  |
|  | 1                       | Buenos Aires            | 7                       |         |         |             |             |             |  |         |         |       |       |  |
|  | 1                       | Buenos Aires            | 7                       |         |         |             |             |             |  |         |         |       |       |  |
|  | 8                       | Tucumán                 | 12                      |         |         |             |             |             |  |         |         |       |       |  |
|  | 8                       | Tucumán                 | 12                      |         | Tucumán | Tucumán     | 21          |             |  |         |         |       |       |  |
|  |                         |                         |                         |         | Tucumán | Tucumán     | 21          |             |  |         |         |       |       |  |
|  |                         |                         | Cuyo                    | Cuyo    | 10      |             |             |             |  |         |         |       |       |  |
|  | 4                       | Mar del Plata           | Cuyo                    | Cuyo    | 10      | 12          |             |             |  |         |         |       |       |  |
|  | 4                       | Mar del Plata           |                         |         |         |             |             |             |  |         |         |       |       |  |
|  | 5                       | Cuyo                    | 15                      |         |         |             |             |             |  |         |         |       |       |  |
|  | 5                       | Cuyo                    | 15                      |         |         |             |             |             |  | Tucumán | Tucumán | 5     |       |  |
|  |                         |                         |                         |         |         |             |             |             |  | Tucumán | Tucumán | 5     |       |  |
|  |                         |                         | Rosario                 | Rosario | 18      |             |             |             |  |         |         |       |       |  |
|  | 2                       | Córdoba                 | Rosario                 | Rosario | 18      | 10          |             |             |  |         |         |       |       |  |
|  | 2                       | Córdoba                 |                         |         |         |             |             |             |  |         |         |       |       |  |
|  | 7                       | Salta                   | 20                      |         |         |             |             |             |  |         |         |       |       |  |
|  | 7                       | Salta                   | 20                      |         | Salta   | Salta       | 5           |             |  |         |         |       |       |  |
|  |                         |                         |                         |         | Salta   | Salta       | 5           |             |  |         |         |       |       |  |
|  |                         |                         | Rosario                 | Rosario | 10      |             |             |             |  |         |         |       |       |  |
|  | 3                       | Rosario                 | Rosario                 | Rosario | 10      | 19          |             |             |  |         |         |       |       |  |
|  | 3                       | Rosario                 |                         |         |         |             |             |             |  |         |         |       |       |  |
|  | 6                       | Alto Valle              | 0                       |         |         |             |             |             |  |         |         |       |       |  |
|  | 6                       | Alto Valle              | 0                       |         |         |             |             |             |  |         |         |       |       |  |
|  |                         |                         |                         |         |         |             |             |             |  |         |         |       |       |  |

#### Copa de Plata
|  | Semifinales   | Semifinales   | Semifinales |         |              | Final        | Final | Final |  |
|  |               |               |             |         |              |              |       |       |  |
|  |               |               |             |         |              |              |       |       |  |
|  | Buenos Aires  | Buenos Aires  | 22          |         |              |              |       |       |  |
|  | Buenos Aires  | Buenos Aires  | 22          |         |              |              |       |       |  |
|  | Mar del Plata | Mar del Plata | 5           |         |              |              |       |       |  |
|  | Mar del Plata | Mar del Plata | 5           |         | Buenos Aires | Buenos Aires | 26    |       |  |
|  |               |               |             |         | Buenos Aires | Buenos Aires | 26    |       |  |
|  |               |               | Córdoba     | Córdoba | 7            |              |       |       |  |
|  | Córdoba       | Córdoba       | Córdoba     | Córdoba | 7            | 22           |       |       |  |
|  | Córdoba       | Córdoba       |             |         |              | 22           |       |       |  |
|  | Alto Valle    | Alto Valle    | 0           |         |              |              |       |       |  |
|  | Alto Valle    | Alto Valle    | 0           |         |              |              |       |       |  |
|  |               |               |             |         |              |              |       |       |  |

### Copa de Bronce
|  | Cuartos de final | Cuartos de final | Cuartos de final |                 |          | Semifinales | Semifinales | Semifinales |  |          | Final    | Final | Final |  |
|  |                  |                  |                  |                 |          |             |             |             |  |          |          |       |       |  |
|  |                  |                  |                  |                 |          |             |             |             |  |          |          |       |       |  |
|  | 1                | San Juan         | 7                |                 |          |             |             |             |  |          |          |       |       |  |
|  | 1                | San Juan         | 7                |                 |          |             |             |             |  |          |          |       |       |  |
|  | 8                | Santa Fe         | 15               |                 |          |             |             |             |  |          |          |       |       |  |
|  | 8                | Santa Fe         | 15               |                 | Santa Fe | Santa Fe    | 17          |             |  |          |          |       |       |  |
|  |                  |                  |                  |                 | Santa Fe | Santa Fe    | 17          |             |  |          |          |       |       |  |
|  |                  |                  | Sgo. del Estero  | Sgo. del Estero | 12       |             |             |             |  |          |          |       |       |  |
|  | 4                | Sur              | Sgo. del Estero  | Sgo. del Estero | 12       | 17          |             |             |  |          |          |       |       |  |
|  | 4                | Sur              |                  |                 |          |             |             |             |  |          |          |       |       |  |
|  | 5                | Sgo. del Estero  | 21               |                 |          |             |             |             |  |          |          |       |       |  |
|  | 5                | Sgo. del Estero  | 21               |                 |          |             |             |             |  | Santa Fe | Santa Fe | 12    |       |  |
|  |                  |                  |                  |                 |          |             |             |             |  | Santa Fe | Santa Fe | 12    |       |  |
|  |                  |                  | Nordeste         | Nordeste        | 24       |             |             |             |  |          |          |       |       |  |
|  | 2                | Tierra del Fuego | Nordeste         | Nordeste        | 24       | 14          |             |             |  |          |          |       |       |  |
|  | 2                | Tierra del Fuego |                  |                 |          |             |             |             |  |          |          |       |       |  |
|  | 7                | Nordeste         | 19               |                 |          |             |             |             |  |          |          |       |       |  |
|  | 7                | Nordeste         | 19               |                 | Nordeste | Nordeste    | 19          |             |  |          |          |       |       |  |
|  |                  |                  |                  |                 | Nordeste | Nordeste    | 19          |             |  |          |          |       |       |  |
|  |                  |                  | Entre Ríos       | Entre Ríos      | 0        |             |             |             |  |          |          |       |       |  |
|  | 3                | Entre Ríos       | Entre Ríos       | Entre Ríos      | 0        | 31          |             |             |  |          |          |       |       |  |
|  | 3                | Entre Ríos       |                  |                 |          |             |             |             |  |          |          |       |       |  |
|  | 6                | Brasil           | 5                |                 |          |             |             |             |  |          |          |       |       |  |
|  | 6                | Brasil           | 5                |                 |          |             |             |             |  |          |          |       |       |  |
|  |                  |                  |                  |                 |          |             |             |             |  |          |          |       |       |  |

| 6 de diciembre | San Juan | 26 - 17 | Sur |  |  |
|                |          | Reporte |     |  |  |

| 6 de diciembre | T. d. Fuego | 14 - 7  | Brasil |  |  |
|                |             | Reporte |        |  |  |

### Clasificación de Terceros
|  | Semifinales | Semifinales | Semifinales |       |          | Final 18.° puesto | Final 18.° puesto | Final 18.° puesto |  |
|  |             |             |             |       |          |                   |                   |                   |  |
|  |             |             |             |       |          |                   |                   |                   |  |
|  | 1           | Austral     | 5           |       |          |                   |                   |                   |  |
|  | 1           | Austral     | 5           |       |          |                   |                   |                   |  |
|  | 8           | San Luis    | 28          |       |          |                   |                   |                   |  |
|  | 8           | San Luis    | 28          |       | San Luis | San Luis          | 12                |                   |  |
|  |             |             |             |       | San Luis | San Luis          | 12                |                   |  |
|  |             |             | Jujuy       | Jujuy | 17       |                   |                   |                   |  |
|  | 4           | Jujuy       | Jujuy       | Jujuy | 17       | 14                |                   |                   |  |
|  | 4           | Jujuy       |             |       |          | 14                |                   |                   |  |
|  | 5           | Andina      | 5           |       |          | Final 22.° puesto | Final 22.° puesto | Final 22.° puesto |  |
|  | 5           | Andina      | 5           |       |          | Final 22.° puesto | Final 22.° puesto | Final 22.° puesto |  |
|  |             |             |             |       |          |                   |                   |                   |  |
|  |             |             |             |       |          | Austral           | Austral           | 22                |  |
|  |             |             |             |       |          | Austral           | Austral           | 22                |  |
|  |             |             |             |       |          | Andina            | Andina            | 12                |  |
|  |             |             |             |       |          | Andina            | Andina            | 12                |  |
|  |             |             |             |       |          |                   |                   |                   |  |

|  | Semifinales | Semifinales | Semifinales |         |         | Final 17.° puesto | Final 17.° puesto | Final 17.° puesto |  |
|  |             |             |             |         |         |                   |                   |                   |  |
|  |             |             |             |         |         |                   |                   |                   |  |
|  | 2           | Formosa     | 12          |         |         |                   |                   |                   |  |
|  | 2           | Formosa     | 12          |         |         |                   |                   |                   |  |
|  | 7           | Chile       | 7           |         |         |                   |                   |                   |  |
|  | 7           | Chile       | 7           |         | Formosa | Formosa           | 0                 |                   |  |
|  |             |             |             |         | Formosa | Formosa           | 0                 |                   |  |
|  |             |             | Uruguay     | Uruguay | 36      |                   |                   |                   |  |
|  | 3           | Misiones    | Uruguay     | Uruguay | 36      | 0                 |                   |                   |  |
|  | 3           | Misiones    |             |         |         | 0                 |                   |                   |  |
|  | 6           | Uruguay     | 38          |         |         | Final 21.° puesto | Final 21.° puesto | Final 21.° puesto |  |
|  | 6           | Uruguay     | 38          |         |         | Final 21.° puesto | Final 21.° puesto | Final 21.° puesto |  |
|  |             |             |             |         |         |                   |                   |                   |  |
|  |             |             |             |         |         | Chile             | Chile             | 45                |  |
|  |             |             |             |         |         | Chile             | Chile             | 45                |  |
|  |             |             |             |         |         | Misiones          | Misiones          | 5                 |  |
|  |             |             |             |         |         | Misiones          | Misiones          | 5                 |  |
|  |             |             |             |         |         |                   |                   |                   |  |

### Clasificación de Cuartos
Partido 25.° puesto
| 6 de diciembre | Chubut | 15 - 5 | Oeste | CA Estudiantes, Paraná |  |

## Tabla de posiciones
Las posiciones finales al terminar el campeonato:
| 1.°  | Rosario          | 5 | 0 | 0 | 107 | 20  | +87  |
| 2.°  | Tucumán          | 5 | 0 | 1 | 123 | 47  | +76  |
| 3.°  | Salta            | 4 | 0 | 1 | 89  | 25  | +64  |
| 4.°  | Cuyo             | 3 | 0 | 1 | 88  | 45  | +43  |
| 5.°  | Buenos Aires     | 4 | 0 | 1 | 132 | 31  | +101 |
| 6.°  | Córdoba          | 3 | 0 | 2 | 120 | 51  | +69  |
| 7.°  | Mar del Plata    | 2 | 0 | 2 | 79  | 56  | +23  |
| 8.°  | Alto Valle       | 2 | 0 | 3 | 43  | 96  | -53  |
| 9.°  | Nordeste         | 5 | 0 | 1 | 108 | 33  | +75  |
| 10.° | Santa Fe         | 4 | 0 | 2 | 98  | 93  | +5   |
| 11.° | Sgo. del Estero  | 2 | 0 | 2 | 76  | 61  | +15  |
| 12.° | Entre Ríos       | 2 | 0 | 2 | 68  | 41  | +27  |
| 13.° | San Juan         | 2 | 0 | 2 | 71  | 63  | +8   |
| 14.° | Tierra del Fuego | 2 | 0 | 2 | 59  | 52  | +7   |
| 15.° | Brasil           | 2 | 0 | 3 | 78  | 60  | +18  |
| 16.° | Sur              | 0 | 1 | 3 | 55  | 83  | -28  |
| 17.° | Uruguay          | 3 | 1 | 1 | 129 | 45  | +84  |
| 18.° | Jujuy            | 2 | 1 | 1 | 43  | 57  | -14  |
| 19.° | San Luis         | 2 | 0 | 3 | 81  | 81  | +0   |
| 20.° | Formosa          | 1 | 0 | 3 | 12  | 105 | -93  |
| 21.° | Chile            | 2 | 0 | 3 | 97  | 60  | +37  |
| 22.° | Austral          | 1 | 0 | 3 | 32  | 121 | -89  |
| 23.° | Andina           | 0 | 0 | 4 | 17  | 103 | -86  |
| 24.° | Misiones         | 0 | 0 | 4 | 10  | 158 | -148 |
| 25.° | Chubut           | 1 | 0 | 3 | 27  | 76  | -49  |
| 26.° | Oeste            | 0 | 1 | 3 | 41  | 100 | -59  |
| 27.° | Lagos del Sur    | 0 | 0 | 3 | 5   | 105 | -100 |

|  | Campeón Copa de Oro.    |
|  | Campeón Copa de Plata.  |
|  | Campeón Copa de Bronce. |

| Bandera de la Ciudad de Rosario |
| Rosario Campeón                 |
| Quinto título                   |